# Zagon (województwo zachodniopomorskie)
Zagon – niezamieszkana osada leśna w północnej Polsce, położona w województwie zachodniopomorskim, w powiecie koszalińskim, w gminie Bobolice, ok. 150 m na zachód od Jeziora Granicznego. Miejscowość wchodzi w skład sołectwa Kłanino.
W latach 1975–1998 miejscowość położona była w województwie koszalińskim.
Nazwę Zagon wprowadzono urzędowo w 1948 roku, zmieniając niemiecką nazwę Vorwerk.